# Retiro nigronotatus
Retiro nigronotatus là một loài nhện trong họ Amaurobiidae.
Loài này thuộc chi Retiro. Retiro nigronotatus được Cândido Firmino de Mello-Leitão miêu tả năm 1947.